# Денан
Денан (фр. Denens) — громада  в Швейцарії в кантоні Во, округ Морж.

## Географія
Громада розташована на відстані близько 90 км на південний захід від Берна, 14 км на захід від Лозанни.
Денан має площу 3,3 км², з яких на 11,6% дозволяється будівництво (житлове та будівництво доріг), 85,1% використовуються в сільськогосподарських цілях, 3% зайнято лісами, 0,3% не є продуктивними (річки, льодовики або гори).

## Демографія
2019 року в громаді мешкало 740 осіб (+11,6% порівняно з 2010 роком), іноземців було 17,2%. Густота населення становила 224 осіб/км².
За віковим діапазоном населення розподілялося таким чином: 21,1% — особи молодші 20 років, 60,5% — особи у віці 20—64 років, 18,4% — особи у віці 65 років та старші. Було 294 помешкань (у середньому 2,5 особи в помешканні).
Із загальної кількості 118 працюючих 54 було зайнятих в первинному секторі, 8 — в обробній промисловості, 56 — в галузі послуг.